# Bat for Lashes
Natasha Khan (Londres, 25 de octubre de 1979), más conocida por su nombre artístico "Bat for Lashes," es una cantante y compositora británica de indie rock. Khan es también la vocalista de Sexwitch, una colaboración con la banda de rock inglesa Toy y el productor Dan Carey.
El álbum debut de Khan, Fur and Gold, fue lanzado el 11 de septiembre del 2006, alcanzando la posición 48 en las listas de álbumes del Reino Unido y fue nominado en el 2007 al premio Mercury. El año siguiente, Khan fue candidata por partida doble en los premios BRIT como Mejor Artista Revelación y como Mejor Artista Femenina, lo cual le ganó mayor atención mediática.
El segundo disco de Khan, Two Suns, lanzado el 6 de abril del 2009, alcanzó el número 5 en las listas de álbumes de Reino Unido y el número 17 en las de Irlanda. El primer sencillo desprendido de su segundo álbum, Daniel, figuró en el top 40. El segundo sencillo, titulado Pearl’s Dream, fue lanzado el 22 de junio de 2009. Al igual que el primer álbum de Khan, Two Suns ha sido nominado para el premio Mercury.

## Historia

### Primeros años
Hasta la edad de cinco años se crio en Wembley, lugar en el que sus padres se habían conocido y casado años atrás. De padre paquistaní, Rehmat Khan (un exjugador profesional de squash procedente de Peshawar), y madre inglesa. Su padre decidió trasladarse con su familia a la ciudad de Rickmansworth, en Hertfordshire, para ayudar con su entrenamiento al futuro ganador del Squash World Open, Jahangir Khan, primo de Natasha. Natasha es miembro de la familia Khan, notables por su trayectoria en el cine de India. Es nieta del jugador de squash Nasrullah Khan y sobrina de los también jugadores Jahangir Khan y Torsam Khan; es hijastra de la cantante y actriz Salma Agha y media hermana de la actriz Sasha Agha.
Cuando era niña, junto con su hermana Suraya y hermano Tariq, asistieron a los partidos de squash de su tío. En una entrevista con The Daily Telegraph, Natasha aseguró que ver a su tío le ayudó a inspirarse. «El rugido de la multitud era intenso, ceremonial, todo un ritual, me gustaba sentir como la bandera podía pasar ante mí, pero lo manejé de una forma creativa. Es algo similar a la necesidad de crecer en una comunidad alta.»
Con el abandono de su padre, Natasha se vuelca en el piano, decidiendo interpretar piezas improvisadas en lugar de asistir a clases. Khan sintió que el piano se había convertido en una salida para sus emociones. «Hay que encontrar un canal para expresar las cosas, para sacarlas fuera», dijo en cierta ocasión.
Durante su adolescencia, Khan también fue víctima de racismo. Hablando acerca de su tiempo en clubes después de la escuela, dijo: «Los chicos eran totalmente crueles». Este rechazo la llevó a ser rebelde, y tomar la decisión de desertar de la escuela y quedarse en casa escuchando música. «Mi madre me llevaba a la estación del tren y fingía tomarlo; ella conducía al trabajo y yo me iba a mi casa, oía una cinta de Nirvana todo el día». Con la finalización de sus GCSE y A-Levels, decidió embarcarse en un viaje por carretera a través de Estados Unidos de América y México con su novio de entonces y con el dinero obtenido de su trabajo de medio tiempo en una fábrica local.
Después de pasar tres meses de viaje por los EE. UU. y México, Khan regresa al Reino Unido y se establece en Brighton con la decisión de estudiar una carrera de música y artes visuales en la Universidad de Brighton.

### Fur and Gold
Natasha se graduó en música y artes visuales. Durante su período universitario, su trabajo experimental se vio influido por artistas como Steve Reich y Susan Hiller, y desarrolló obras multimedia centradas en instalaciones de sonido, animación y performance. Tras terminar la universidad, trabajó como maestra en una guardería y fue durante este período cuando comenzó a escribir material para su primer disco.
El sencillo de presentación de Khan, The Wizard, salió a la venta simultáneamente en formato digital a través de la página de internet Drowned in Sound y en vinilo de 7 pulgadas a través de SheBear Records. Posteriormente, Khan firmó un contrato con la discográfica Echo y lanzó su álbum debut, Fur and Gold, el 11 de septiembre del 2006. En el 2007, Bat for Lashes se separó de Echo y firmó con Parlophone. Fur and Gold fue relanzado con el material agregado. Una edición limitada en vinilo fue lanzada por la discográfica independiente Manimal Vinyl de Los Ángeles en mayo de 2007.

### Two Suns
El segundo álbum de Khan, Two Suns, fue lanzado el 7 de abril del 2009 y producido por Natasha Khan y David Kosten. Durante la preparación para el álbum, Khan viajó al desierto de Joshua Tree en California en busca de inspiración antes de regresar a Nueva York y Londres para escribir y grabar el material.
Two Suns es un álbum concepto basado en Pearl, un alter ego de Khan cuya personalidad adoptó durante su estancia en Nueva York para lograr un mayor entendimiento del personaje. El álbum debutó en el número 5 de la cartelera británica y tuvo una recepción favorable entre la crítica.
El 1 de mayo del 2009, Two Suns fue disco de plata por ventas superiores a las 60.000 unidades en el Reino Unido, y el 31 de julio de 2009 el álbum fue disco de oro por ventas mayores a las 100.000 unidades. El sencillo "Daniel" fue nominado para el premio MTV como mejor video revelación.

### The Haunted Man
A principios de 2010, Khan estuvo de gira por Sudamérica junto a Coldplay . A mediados de 2010, colaboró con Beck en la canción "Let's Get Lost" de The Twilight Saga: Eclipse. Khan expresó su interés por trabajar con Beck en su tercer álbum. 
En 2010, Bat for Lashes aportó la canción "Sleep Alone" de Two Suns para el álbum realizado por Enough Project y Downtown Records 'Raise Hope for Congo. Los ingresos recaudados por el recopilatorio se destinaron a fondos para la protección y el empoderamiento de las mujeres en el Congo, así como inspirar a las personas de todo el mundo a levantar su voz por la paz en el Congo. Para el Récord Store Day del 2010, Bat for Lashes lanzó un exclusivo doble sencillo que contenía en la cara A un directo de" Trophy " y en la cara B " Howl ", grabado en De La Warr Pavilion y una versión de Wild Is the Wind, originalmente escrita por Dimitri Tiomkin y Ned Washington.
En 2011, Khan grabó una versión de la canción de Depeche Mode "Strangelove" para una campaña publicitaria de Gucci. La canción fue lanzada como una descarga gratuita desde el canal de Gucci en YouTube y diversos blogs. En junio de 2011, Khan realizó dos conciertos en la Ópera de Sídney como parte del festival Vivid Live Arts, sus únicas actuaciones de ese año.
En mayo de 2010, Khan dijo que estaba empezando a escribir su tercer álbum y "quería invertir más tiempo con éste". En junio de 2012, se anunció que el álbum, titulado The Haunted Man, sería publicado el 15 de octubre de 2012 en el Reino Unido. El álbum llegó a posicionarse en el 6.º puesto de las listas británicas. El primer sencillo del álbum, llamado "Laura", fue previamente presentado en directo, y fue lanzado digitalmente el 24 de julio. El videoclip fue lanzado junto a la cubierta del álbum. El segundo sencillo del álbum "All Your Gold" fue lanzado en octubre 3, junto con el videoclip, dirigido por Noel Paul.

### Sexwitch
El 15 de agosto de 2015, Khan comenzó a dar indicios de nueva música en su página oficial de Twitter e Instagram a través del juego ahorcado. Durante el festival sorpresa "Green Man Festival" ambientado en Gales el 22 de agosto, debutó el proyecto musical con el productor Dan Carey y la banda Toy, llamado Sexwitch . Dos días después, se anunció que el primer álbum de Sexwitch se lanzaría el 25 de septiembre de 2015, bajo las firmas discográficas de BMG y Echo.

### The Bride
El 1 de julio de 2016, se estrena el disco The Bride junto con el primer sencillo "I Do". El disco tiene material artístico asociado a manera de un cortometraje escrito y dirigido por ella.

### Lost Girls
El 10 de junio de 2019, Khan anunció su nuevo álbum álbum Lost Girls, cuya canción principal "Kids in the Dark" fue publicada en YouTube. El 6 de septiembre de 2019, se estrenó el álbum.

## Otros proyectos
Khan y la casa de moda YMC diseñaron una colección cápsula de edición limitada de ropa deportiva y accesorios para la temporada primavera/verano 2014. El lanzamiento de la colección estuvo acompañado de un fashion film, Under the Indigo Moon, dirigido y protagonizado por Khan, con una banda sonora que compuso con Beck.
En 2014, Film4 encargó a Cowboy Films que produjera el cortometraje Gotcha, con Khan como guionista y director. Dijo que tenía la intención de convertir el proyecto en un largometraje. En 2016, escribió y dirigió el cortometraje Madly.
Khan ha escrito guiones de largometraje para The Bride (2016) y Lost Girls (2019).

## Vida personal
Khan se mudó de Londres a Los Ángeles en 2017. Ella y su pareja, el actor y modelo australiano Samuel Watkins, viven en Highland Park. Khan dio a luz a su primera hija en julio de 2020.

## Discografía
- Fur and Gold (2006)
- Two Suns (2009)
- The Haunted Man (2012)
- The Bride (2016)
- Lost Girls (2019)
- The Dream Of Delphi (2024)

Con el grupo Toy como Sexwitch:
- Sexwitch (2015)